# Aubach (Weiße Elster)
Der Aubach, im Unterlauf Gräßlitz genannt, ist ein etwa 6 km (mit linkem Quellbach 12 km) langer rechter Nebenfluss der
Weißen Elster in Thüringen. Die Quellbäche entspringen in Sachsen.

## Verlauf
Der Aubach entsteht in Mohlsdorf durch Vereinigung zweier Quellbäche, die beide ebenfalls Aubach heißen.
Der linke, sechs Kilometer lange Quellbach, auch Gottesgrüner Aubach genannt, entspringt in der Nähe des Ortes Brunn auf ca. 410 m ü. NHN. Er fließt zunächst nach Norden und wird im Ort Reuth zum Waschteich gestaut. Unterhalb dieses Teiches überquert er die Grenze zwischen Sachsen und Thüringen, wendet sich nach Westen und durchfließt den Ort Gottesgrün. Entlang der Straße nach Kahmer wird Mohlsdorf erreicht.
Der rechte Quellbach, auch Reudnitzer Aubach genannt, ist etwa vier Kilometer lang. Er entspringt im Werdauer-Greizer Wald auf sächsischem Gebiet östlich des thüringischen Weilers Neudeck
auf etwa 400 m ü. NHN und fließt in westlicher Richtung über Reudnitz nach Mohlsdorf.
Beide Bäche vereinigen sich in Mohlsdorf am Abzweig der Straße nach Kahmer von der Landstraße Greiz – Werdau. Der Aubach unterquert letztere kurz danach und umfließt den Mohlsdorfer Sportplatz. In diesem Bereich mündet von rechts der Marksbach, welcher durch künstliche Verlegung einige Jahrzehnte lang oberhalb der Vereinigung der beiden Quellbäche in den Reudnitzer Aubach mündete.
Weiter geht es in westlicher Richtung, bis der Aubach etwa zwei Kilometer unterhalb des Ortes zum Stausee Mohlsdorf, auch Aubachtaler Stausee genannt, aufgestaut wird. Dieser wurde Mitte der 1950er Jahre zum Zwecke des Hochwasserschutzes sowie zur Brauchwasserversorgung errichtet.
700 m unterhalb des Stausees wird der ebenfalls vom Aubach gespeiste Hirschteich passiert und der Greizer Ortsteil Aubachtal ist erreicht. Hier münden von links der Schönfelder Bach und von rechts der Fersenbach.
Etwa bis zur Genossenschaftstraße wird dieser Ortsteil durchflossen, dann beginnt die Kernstadt von Greiz. Anschließend fließt der Bach auf einer Länge von etwa 100 m unterirdisch, kommt aber im Bereich der Brauereistraße wieder ans Licht. Kurz darauf verschwindet er endgültig im Untergrund und wird ab hier Gräßlitz genannt. Er fließt unter dem ehemaligen Textilveredlungswerk hindurch, überführt die August-Bebel-Straße (B 94) auf 700 Metern und mündet nach dem Dr.-Rathenau-Platz direkt unter der Schlossbrücke in die Weiße Elster.

## Geschichte
Früher floss die Gräßlitz in Greiz offen in der Mitte der heutigen August-Bebel-Straße, anschließend über den heutigen Dr.-Rathenau-Platz, durch die heutige Thomasstraße, über den heutigen Puschkinplatz sowie durch die Baderei und mündete im Bereich des heutigen Sparkassengebäudes.
Um Platz für den Straßenverkehr zu gewinnen und um das Stadtzentrum vor Hochwasser zu schützen, erfolgte 1903 die Verlegung ab dem heutigen Dr.-Rathenau-Platz durch den ehemaligen Küchengarten des Unteren Schlosses. Beim Bau der Altstadtumgehung Anfang der 1990er Jahre wurde der Lauf geringfügig verlegt.
1938 wurde mit der Überbauung des Bachlaufes in der heutigen August-Bebel-Straße begonnen. Der erste Bauabschnitt zwischen der heutigen Friedrich-Naumann-Straße und der Grünrathstraße wurde im Mai 1939 fertiggestellt, danach kamen die Arbeiten kriegsbedingt zum Erliegen. Erst 1963 konnte das Vorhaben abgeschlossen werden.
Bis zum Bau des Mohlsdorfer Sportplatzes Anfang der 1950er Jahre begleitete der Aubach bis zum Ortsausgang die Greizer Straße und entfernte sich erst dort von dieser. Davon zeugt heute die "Untere Mühle", die nicht mehr am Bach liegt.
Mitte der 1980er Jahre wurde das Bachbett in Greiz-Aubachtal im Zusammenhang mit der Verlängerung der Feldschlößchenstraße unterhalb des Hirschteiches auf etwa 300 m Länge verlegt.
In vorgeschichtlicher Zeit durchquerte die Gräßlitz – mit heutigen Ortsangaben – von der Thomasstraße kommend die Marienstraße und mündete im Bereich des Parksees. Als im Bereich der Baderei der Prallhang zur Weißen Elster durchbrochen wurde, entstand der
Greizer Schlossberg als Durchbruchsberg.

## Mühlen
Am Aubach gab es früher einige Mühlen, die heute nur noch zum Teil erhalten sind. Die beiden erstgenannten befanden sich zwar nicht am vereinigten Aubach, sondern an den Quellbächen in Mohlsdorf, sollen aber trotzdem erwähnt werden.
Etwa 400 m oberhalb der Vereinigung der Quellbäche lag am Gottesgrüner Aubach die Obermühle oder Fuchsmühle. Von dieser ist bis auf ein als Garage genutztes Restgebäude nichts mehr vorhanden. Auf dem Gelände wurde später die Färberei Dittmar errichtet, heute wird es vom "Gewerbepark Weber" genutzt.
Etwa 70 m oberhalb des Zusammenflusses befindet sich zwischen beiden Bächen die Mittelmühle. Eines der Gebäude beherbergte jahrelang die Mohlsdorfer Postfiliale, heute dienen die verbliebenen Häuser Wohnzwecken. Das Umfeld des Mühlenteiches wurde Anfang des 21. Jahrhunderts parkähnlich gestaltet.
Ebenfalls in Mohlsdorf, rechts der Straße nach Greiz, ist die Untere Mühle oder Wolffsche Mühle zu finden. Das Anwesen liegt heute nicht mehr am Bach, die Mühlentechnik wurde zu DDR-Zeiten entfernt.
In Greiz-Aubachtal, in der Werdauer Straße, liegt die Hirschmühle. Ihre Gebäude waren bis in die zweite Hälfte des 19. Jahrhunderts die einzigen im Tal des Aubachs zwischen Mohlsdorf und Greiz. Nach dem Zweiten Weltkrieg diente sie als Berufsschule der Greizer Textilindustrie, später lange Zeit als Kinderkrippe. Heute werden die restaurierten Mühlengebäude als Wohnungen genutzt.
Die Neumühle befand sich im Bereich der neuen Sporthalle in Greiz-Aubachtal. Später wurde das Gelände durch die Weberei "Gensch und Pertzel", zu DDR-Zeiten Werk V/2 der Greika, genutzt. Nachdem diese in den 1990er Jahren stillgelegt und Anfang des 21. Jahrhunderts abgebrochen wurde, lag das Areal bis zur Errichtung der Sporthalle im Jahr 2014 brach.
Die Stadtmühle in Greiz lag zwar bis 1903 unweit der Mündung der Gräßlitz in die Weiße Elster, wurde aber vom Wasser der letzteren angetrieben und wird deshalb hier nicht betrachtet.

## Hochwasser
Immer wieder sorgten Hochwasser des Aubachs bzw. der Gräßlitz vor allem im Stadtgebiet von Greiz für Überschwemmungen und erheblichen Sachschaden.
Die schwerste Hochwasserkatastrophe ereignete sich am 3./4. Juni 1889. Die Wasserstandsmarken dieser Tage wurden von keinem früheren oder späteren Hochwasser jemals erreicht. In den Aubachtaler Fabriken sowie im Greizer Stadtzentrum (heute: August-Bebel-Straße, Dr.-Rathenau-Platz, Thomasstraße, Puschkinplatz, Baderei) richtete das Wasser große Verwüstungen an.
Im Sommer 1984 wurden innerhalb weniger Tage zweimal die Werdauer Straße, das Schwimmbad und die Oßwaldstraße in Greiz-Aubachtal überflutet. Ursache war jeweils ein gebrochener Damm eines Teiches.
Beim Hochwasser 2013 waren Straßen, Grundstücke sowie der Sportplatz in Mohlsdorf betroffen.
In Greiz-Aubachtal versanken die Hirschmühle, die Werdauer Straße, das Schwimmbad, der Kindergarten "Käte Duncker" und
die Oßwaldstraße in den Wassermassen. Die Eislaufhalle konnte durch Sandsackbarrieren vor Schäden bewahrt werden.

## Wasserqualität
Im 20. Jahrhundert war der Aubach stark mit Schadstoffen belastet.
Haushalte, Industrie sowie eine Schweinemastanlage in und um Mohlsdorf leiteten ihre Abwässer meist ungeklärt ein.
Um den Fischbestand im Stausee Mohlsdorf und im Hirschteich zu schützen, wurde für das Abwasser einer Mohlsdorfer Färberei ein teils offener, teils verrohrter Graben neben dem Bach, entlang des Stausees und schließlich sogar auf dem Gewässergrund angelegt. Das Schmutzwasser floss erst nach der Entnahmeanlage für den Hirschteich in den Aubach.
In Greiz-Aubachtal existierten mehrere Textilfabriken und weitere Industriebetriebe, die ebenfalls ungeklärte Abwässer einleiteten. Als die Gräßlitz noch offen durch die heutige August-Bebel-Straße floss, konnte man anhand der Wasserfarbe erkennen, welche Stoffe gerade produziert wurden.
Durch die Stilllegung aller Betriebe und der Schweinemastanlage nach der politischen Wende sowie den Bau einer zentralen
Kläranlage für Mohlsdorf im Jahr 2008 hat sich die Wasserqualität erheblich verbessert.

## Reihenfolge der Zuflüsse mit Mündungsort
- von rechts: Marksbach in Mohlsdorf
- von links: Schönfelder Bach oder St.-Adelheid-Bach in Greiz-Aubachtal am Abzweig der Feldschlößchenstraße von der Fritz-Ebert-Straße
- von rechts: Fersenbach oder Brandhausbach in Greiz-Aubachtal gegenüber der Hirschmühle[8]
- von rechts: Bäumde in Greiz nahe der Brauereistraße

## Bilder

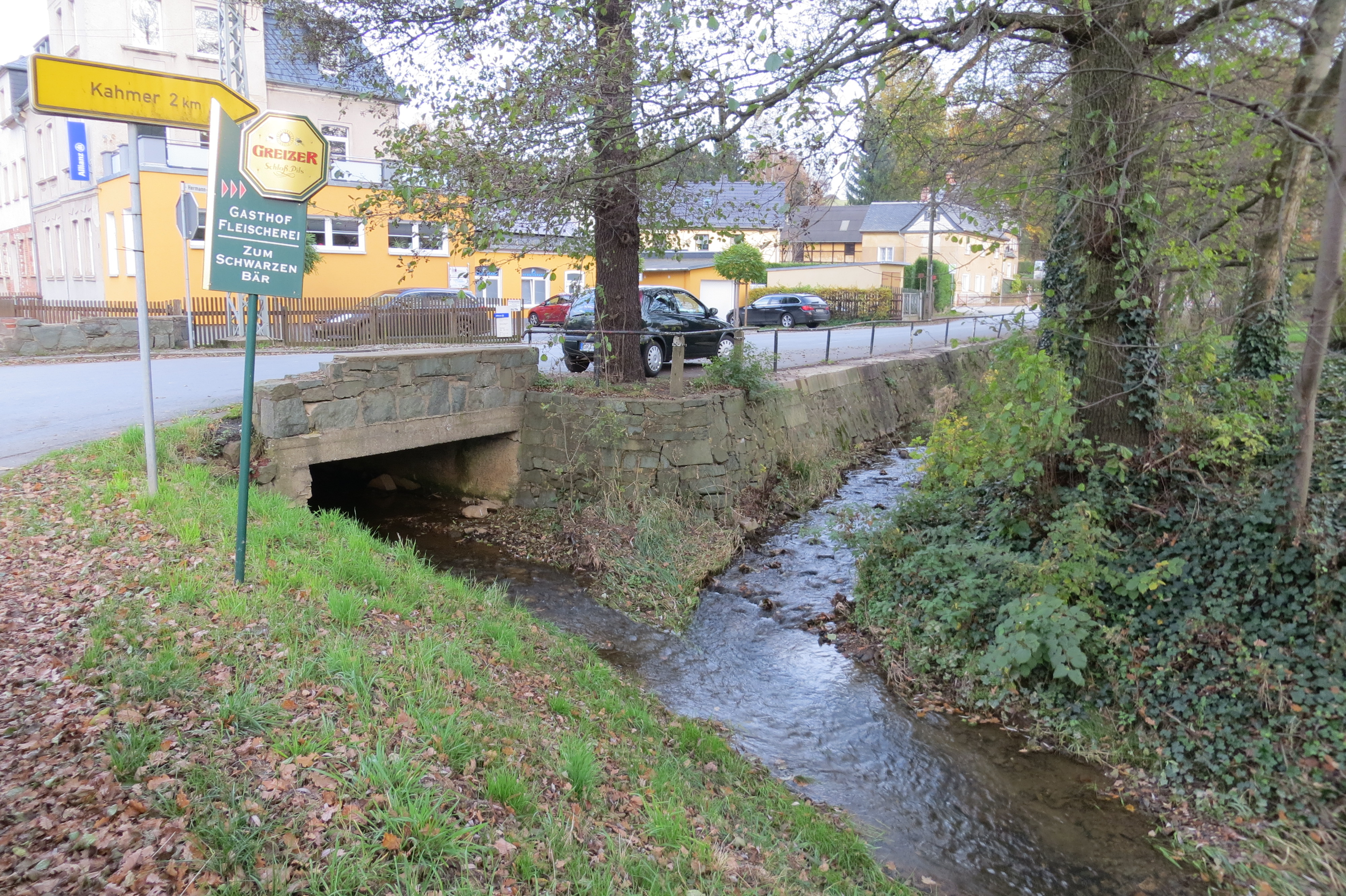
Vereinigung der beiden Quellbäche in Mohlsdorf
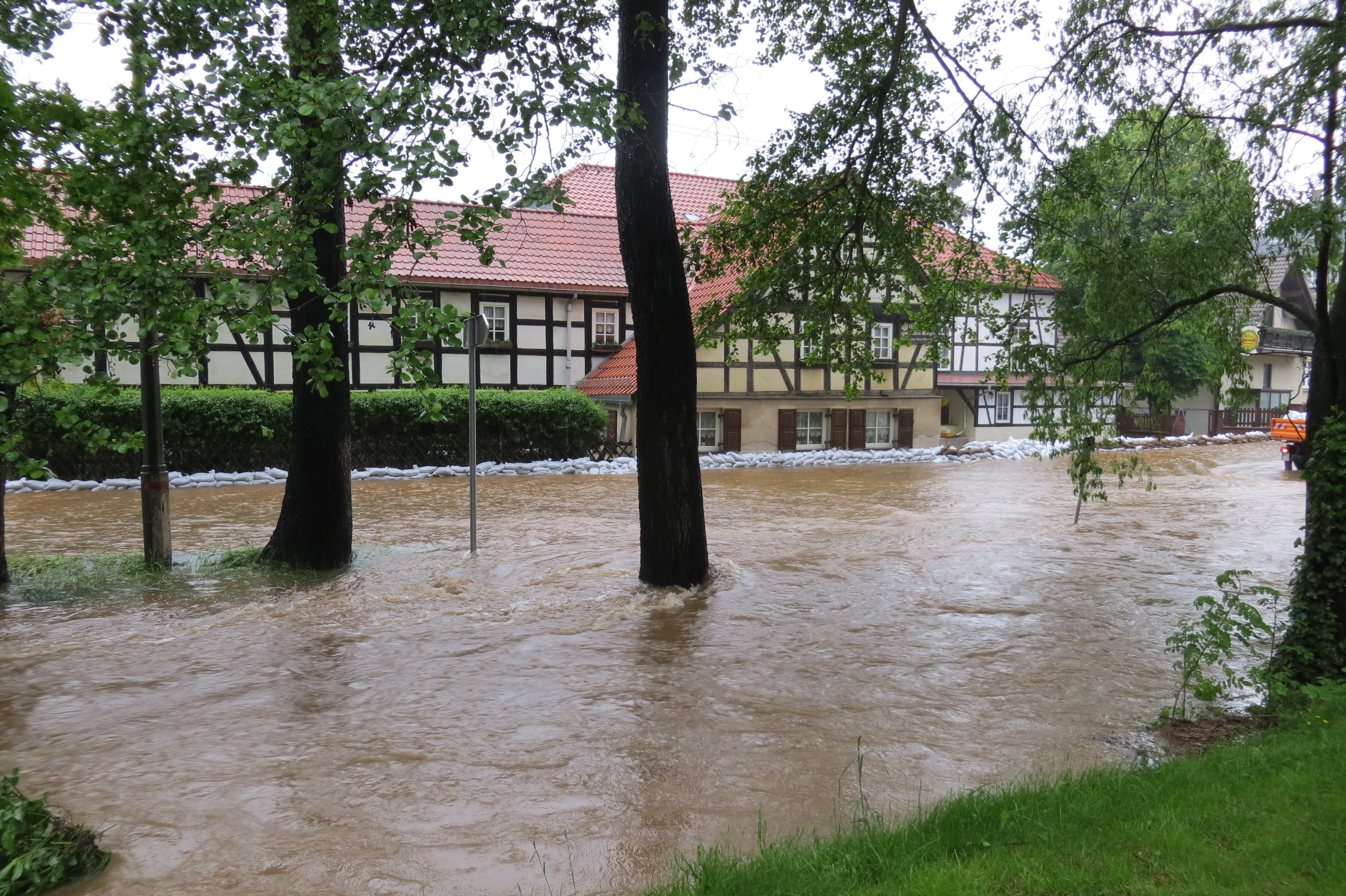
Hochwasser 2013 in Mohlsdorf am Zusammenfluss der Quellbäche; im Bild das Gasthaus "Zum kühlen Morgen"
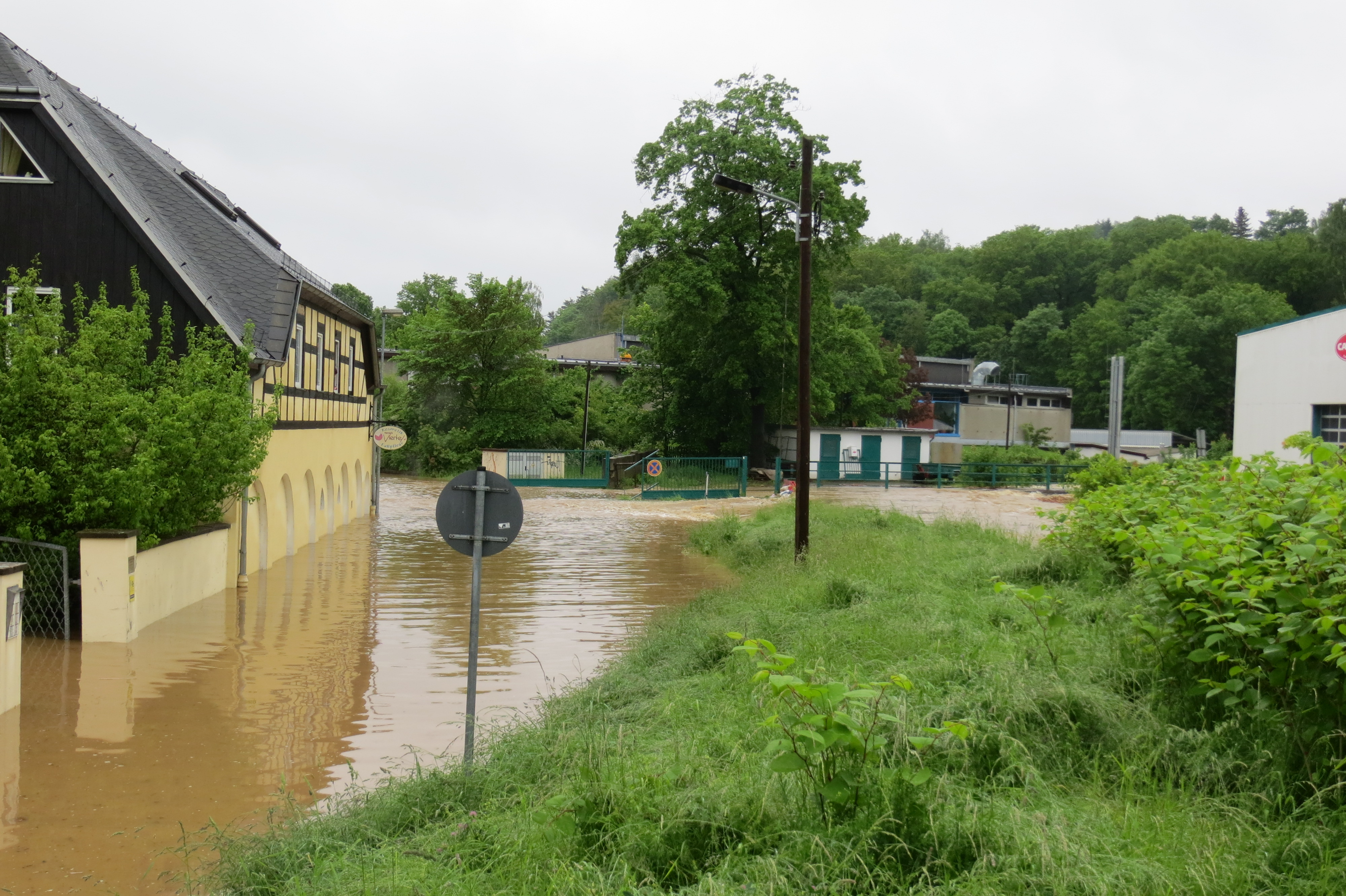
Hochwasser 2013 an der Hirschmühle in Greiz-Aubachtal
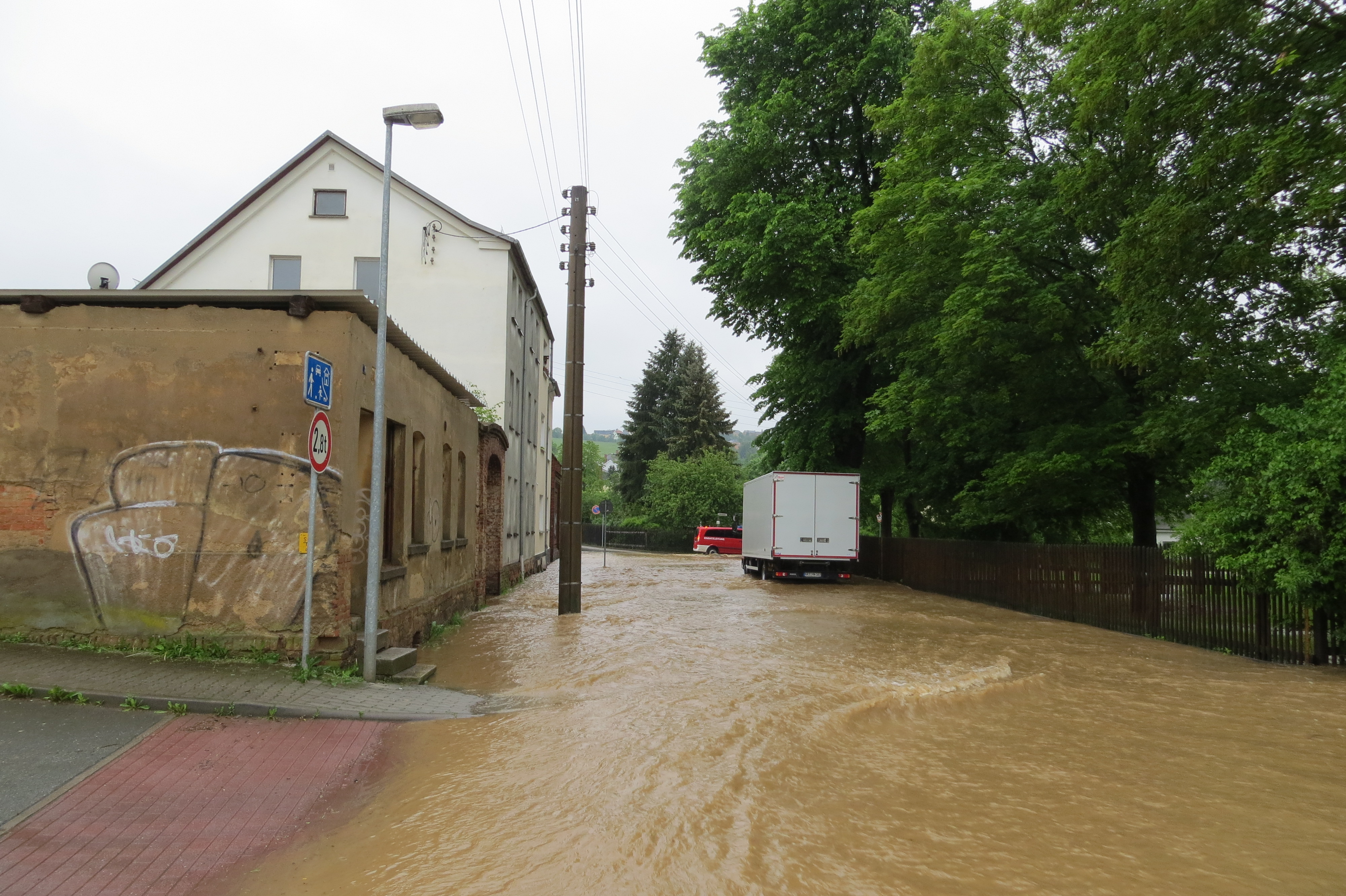
Hochwasser 2013 in der Werdauer Straße in Greiz-Aubachtal
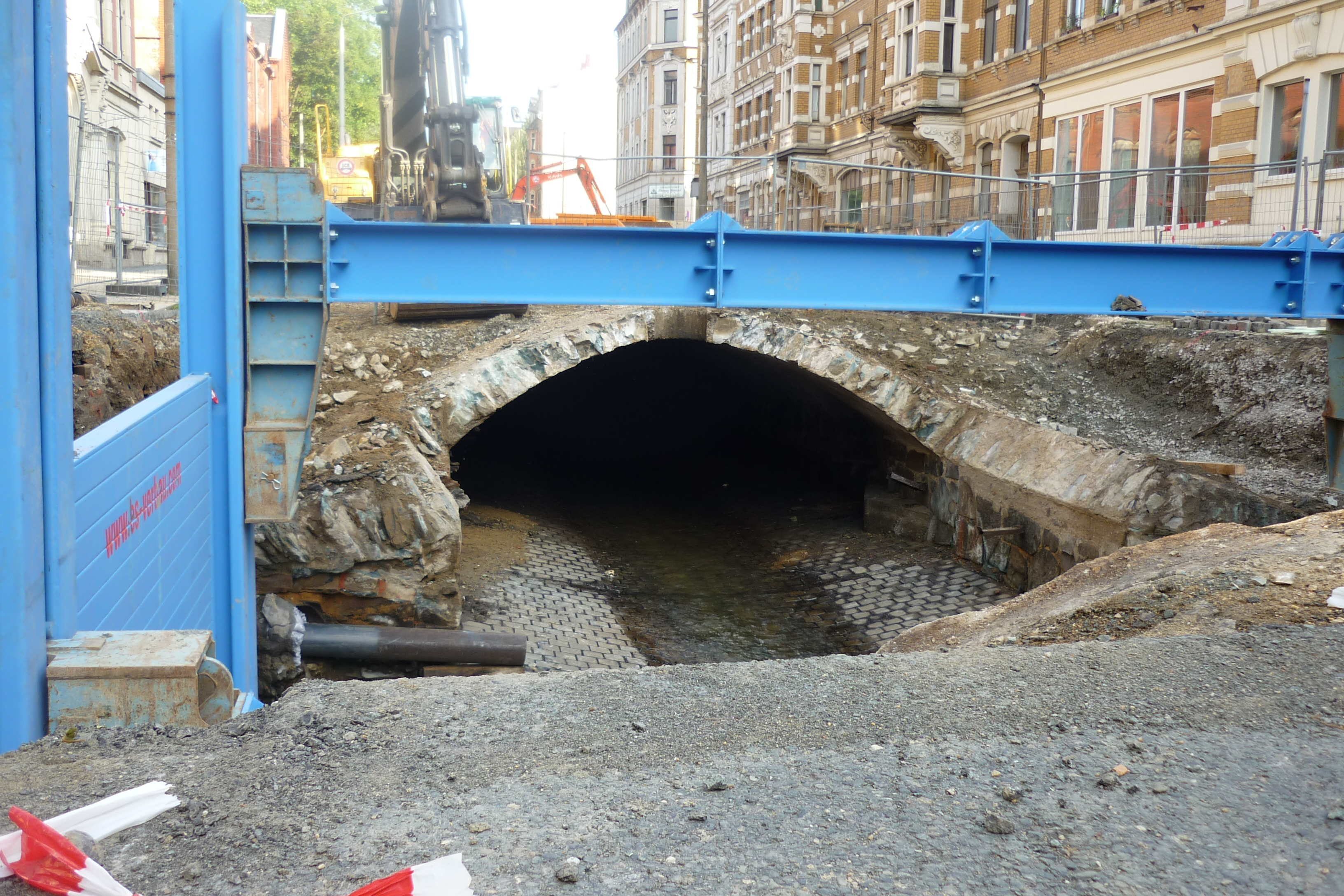
Bauarbeiten an der Gräßlitzüberbauung in der August-Bebel-Straße
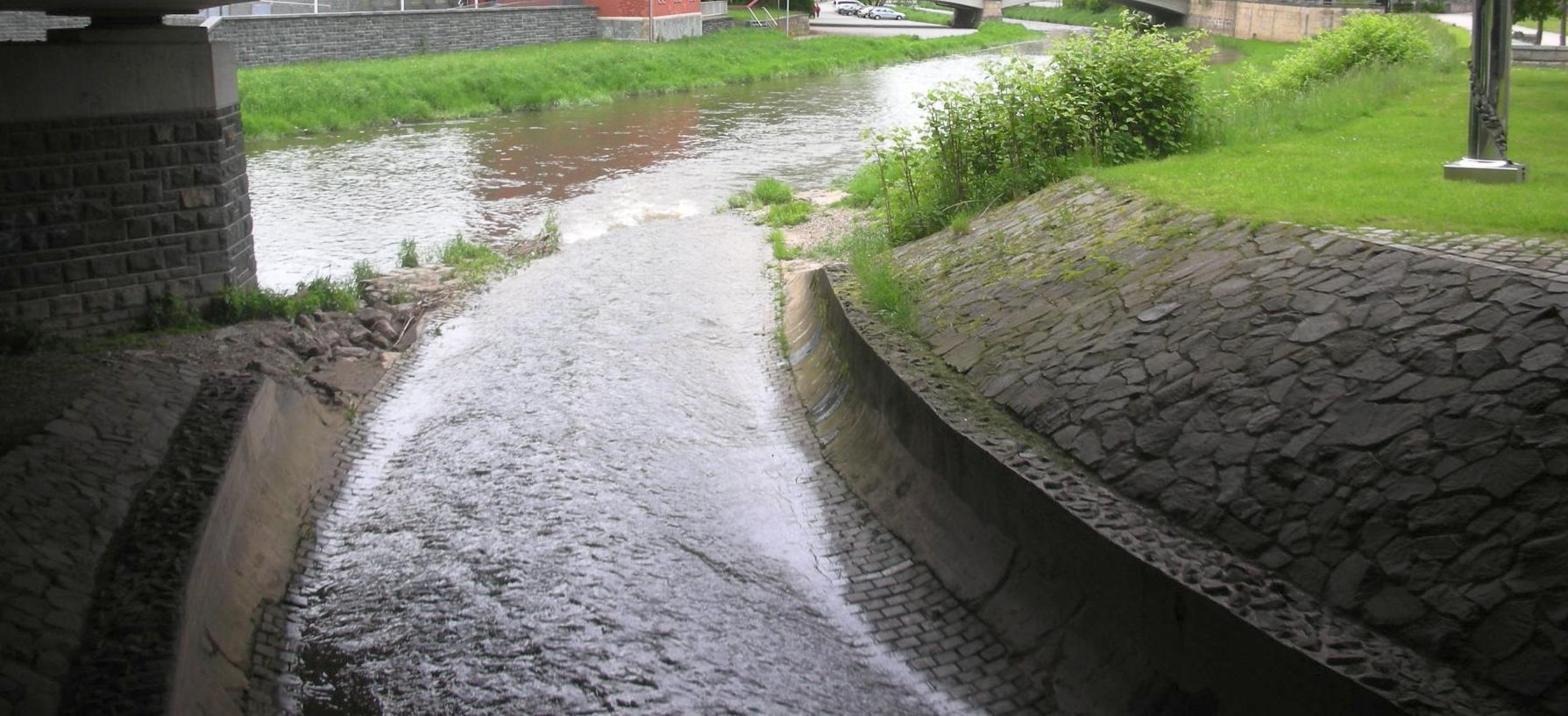
Mündung in die Weiße Elster
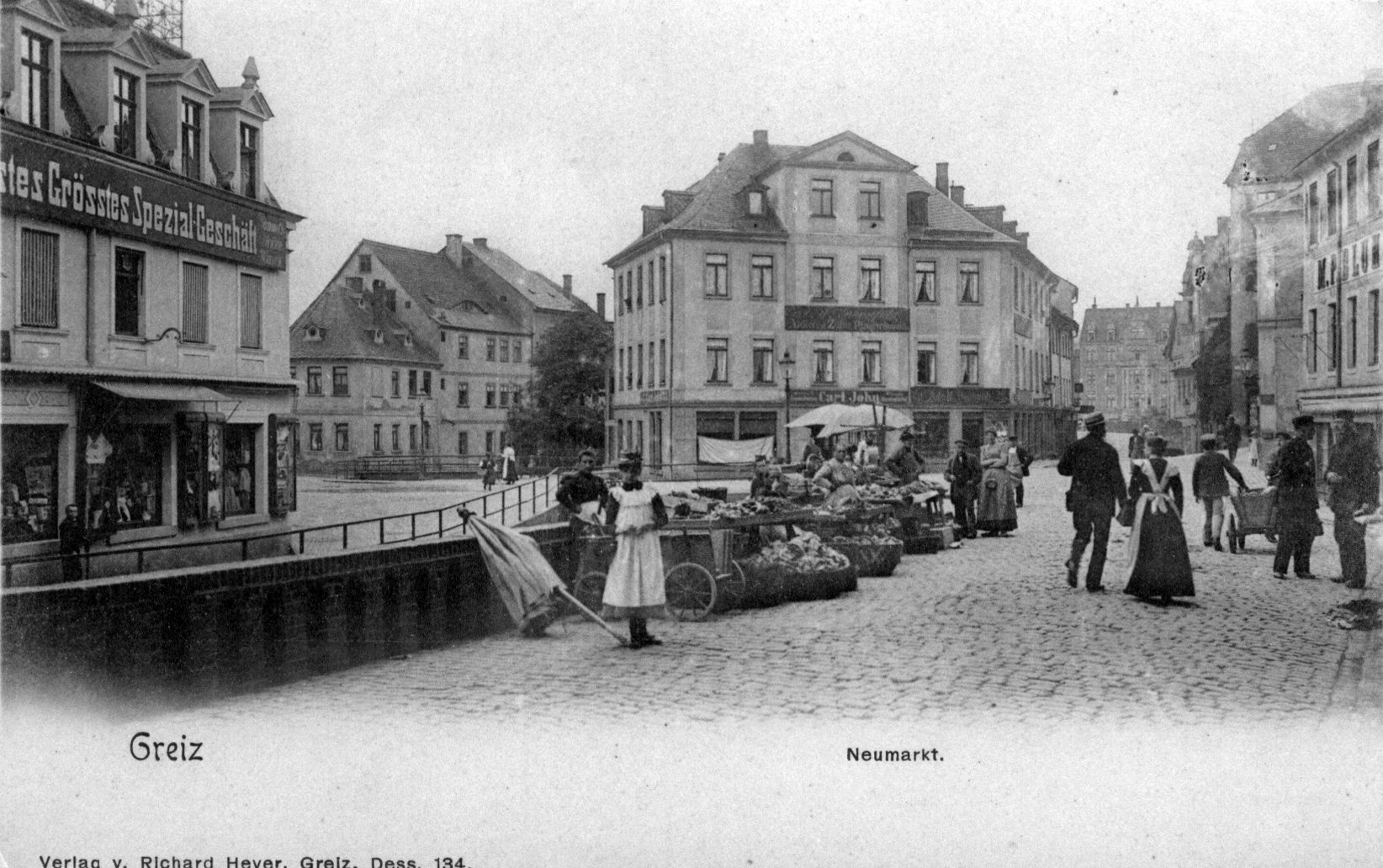
Heutiger Puschkinplatz in Greiz vor 1903. Links zwischen Geländer und Mauer fließt die Gräßlitz.

## Weiteres
Von Gottesgrün bis Greiz-Aubachtal führte die Bahnstrecke Neumark–Greiz am linken Talhang entlang.